# Kotta palem
Kotta palem är en ort i Indien.   Den ligger i distriktet Prakasam och delstaten Andhra Pradesh, i den södra delen av landet, 1 500 km söder om huvudstaden New Delhi. Kotta palem ligger 137 meter över havet och antalet invånare är 500.
Terrängen runt Kotta palem är huvudsakligen platt. Kotta palem ligger uppe på en höjd. Runt Kotta palem är det ganska tätbefolkat, med 239 invånare per kvadratkilometer. Närmaste större samhälle är Vetāpālem, 17,1 km sydost om Kotta palem. Trakten runt Kotta palem består till största delen av jordbruksmark.